# Vysoká Lhota (Čerčany)

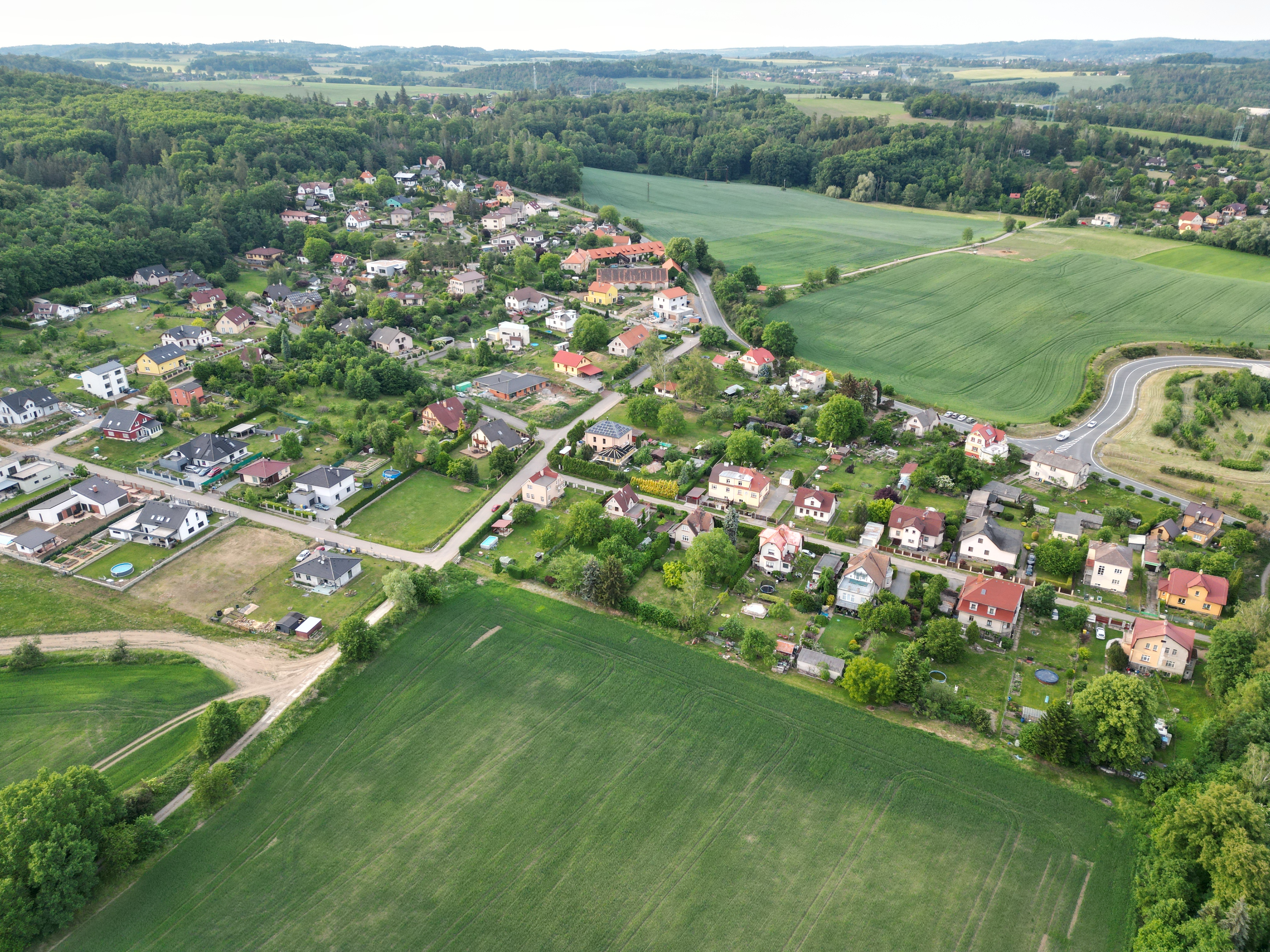
Letecký pohled na Vysokou Lhotu

Vysoká Lhota (německy Hohen Lhota) je severozápadní část obce Čerčany v okrese Benešov, ležící na pravém břehu Sázavy. Nemá samostatné katastrální území. V roce 2009 zde bylo evidováno 277 adres. V roce 2011 zde trvale žilo 508 obyvatel.
Vysoká Lhota leží v katastrálním území Čerčany o výměře 6,45 km².

## Historie
První písemná zmínka o vesnici pochází z roku 1437.

## Doprava
Vesnicí vede silnice I/3 z Mirošovic na Benešov a frekventovaná železniční trať 221 Praha – Benešov. Na ní je přímo ve Vysoké Lhotě zastávka Pyšely, pojmenovaná podle města, jehož jádro se nachází asi 2 kilometry severozápadně. Silnice III/1095 vede z Čerčan po silničním mostě přes Sázavou do Vysoké Lhoty a dále do Pyšel, Vysokou Lhotu prochází jako ulice Brigádníků. Poblíž železniční zastávky Pyšely se nachází autobusová zastávka „Čerčany, Vysoká Lhota, u mostu“, kde zastavují v pracovní den tři páry spojů linky SID E86 z Čerčan do Pyšel a v neděli jeden pár spojů linky SID E93 Choratice – Praha, obě provozované ČSAD Benešov.

## Pamětihodnosti
Ve Vysoké Lhotě se nachází zámeček, který je jedinou kulturní památkou obce Čerčany. V zámečku je soukromé muzeum filmových kočárů, sedel a příslušenství Equi Hanuš.